# Albert Sánchez Piñol
Albert Sánchez Piñol (ur. 11 lipca 1965 w Barcelonie) – hiszpański antropolog i pisarz, prozaik piszący w języku katalońskim.

## Życiorys
Studiował na Uniwersytecie Barcelońskim, najpierw prawo ale później przeniósł się na antropologię. Prowadził badania w Kongu, musiał opuścić ten kraj po wybuchu wojny domowej. Jest autorem książki o afrykańskich dyktatorach (Pallassos i monstres 2000). Jako prozaik debiutował na początku dekady (m.in. zbiór opowiadań Les edats d'or). W 2003 wydał pierwszą powieść, Chłodny dotyk. Akcja książki rozgrywa się w latach 20. XX wieku na antarktycznej wysepce atakowanej przez tajemnicze morskie stwory. W 2003, autor otrzymał za nią literacką nagrodę Ojo Crítico de Narrativa. Dzieło zostało przetłumaczone na wiele języków, w tym polski. W Polsce ukazała się także Pandora w Kongu.

## Dzieła
Jest autorem kilkunastu książek, zarówno publicystycznych jak i beletrystyki.  
- Compagnie difficili (2000)
- Pallasos i monstres (2000)
- Les edats d´or (2001)
- La pell freda (2003); wyd. pol.: Chłodny dotyk, tłum. Anna Sawicka, Noir sur Blanc 2006[6]
- Pandora al Congo (2005); wyd. pol.: Pandora w Kongu, tłum. Dorota Walasek-Elbanowska, Adam Elbanowski, Noir sur Blanc 2009[7]
- Tretze tristos tràngols (2008)
- El bosc (2012)
- Victus (2012)
- Vae Victus (2015)

## Adaptacje
Na podstawie El bosc został nakręcony film Las w reżyserii Óscaar Aibara, a Chłodny dotyk został sfilmowany przez Xaviera Gensa jako Cold skin.